# Молодіжний чемпіонат світу з футболу 1989
Молодіжний чемпіонат світу з футболу 1989 року (англ. 1989 FIFA World Youth Championship) — 7-ий розіграш молодіжного чемпіонату світу, що проходив з 16 лютого по 3 березня 1989 року в Саудівській Аравії. Перемогу здобула збірна Португалії, яка перемогла у фіналі з рахунком 2:0 Нігерію і таким чином здобула перший трофей у своїй історії. Найкращим гравцем турніру став бразилець Бісмарк, а найкращим бомбардиром із 5 голами був представник СРСР Олег Саленко.
Турнір проходив на чотирьох стадіонах в чотирьох містах: Ер-Ріяд, Джидда, Ед-Даммам та Ет-Таїф.
На чемпіонаті відбулось так зване «Диво Даммаму», матч чвертьфіналу, в якому зустрічались Нігерія та СРСР, і нігерійці, програючи 0:4, зуміли зрівняти рахунок та пройти далі завдяки перемозі в серії пенальті, ставши таким чином першою командою на будь-якому рівні, яка продовжила виступи на турнірі, програючи по ходу матчу чотири голи.

## Кваліфікація

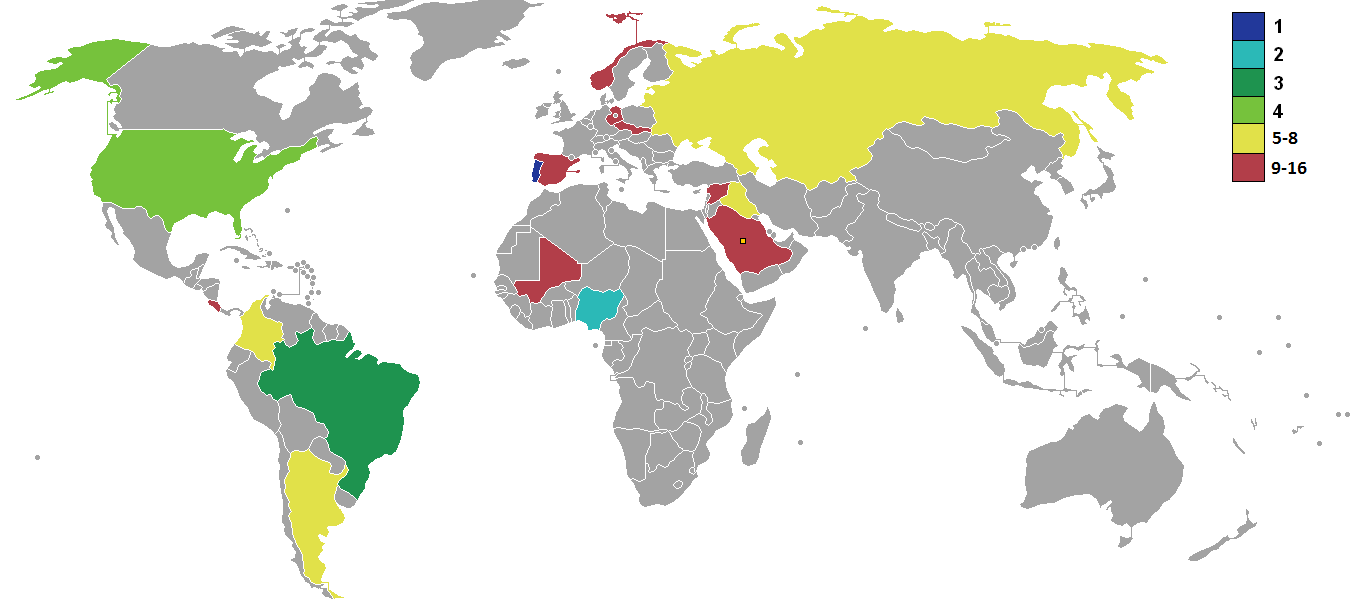
Країни-учасниці молодіжного чемпіонату світу та їх місця на турнірі

Саудівська Аравія автоматично отримала місце у фінальному турнірі на правах господаря. Решта 15 учасників визначилися за підсумками 5-ти молодіжних турнірів, що проводились кожною Конфедерацією, яка входить до ФІФА.
| Конфедерація | Турнір                                      | Збірні                                               |
| ------------ | ------------------------------------------- | ---------------------------------------------------- |
| АФК          | Господар                                    | Саудівська Аравія                                    |
| АФК          | Молодіжний чемпіонат Азії 1988              | Ірак Сирія1                                          |
| КАФ          | Молодіжний чемпіонат Африки 1989            | Малі1 Нігерія                                        |
| КОНКАКАФ     | Молодіжний чемпіонат КОНКАКАФ 1988          | Коста-Рика1 США2                                     |
| КОНМЕБОЛ     | Молодіжний чемпіонат Південної Америки 1988 | Аргентина Бразилія Колумбія                          |
| УЄФА         | Юнацький чемпіонат Європи (U-18) 1988       | Чехословаччина НДР Норвегія1 Португалія СРСР Іспанія |

1.↑  Дебютант молодіжних чемпіонатів світу.
2.↑  Замість  Мексика, яка була дискваліфікована через використання принаймні чотирьох дорослих гравців на молодіжному чемпіонаті КОНКАКАФ 1988 року.

## Головні арбітри
| Африка - Бадара Сене - Ідрісса Сарр - Неджі Жуїні Азія - Абдулла Аль-Насір - Чен Шенхай - Ахмед Мохаммед Джассім Північна, Центральна Америка та Кариби - Артуро Анджелес - Артуро Брісіо Картер - Хосе Карлос Ортіс Океанія - Кеннет Воллес | Європа - Губерт Форстінгер - Тулліо Ланезе - Ніл Міджлі - Егіль Нервік - Арон Шмідгубер - Алан Снодді - Олексій Спірін - Марсель Ван Лангенхов - Йозеф Марко Південна Америка - Хуан Антоніо Бава - Еліас Хакоме - Жозе Роберто Райт - Хосе Торрес Кадена |

## Стадіони
| Джидда                                                     | Джидда Ет-Таїф Ер-Ріяд Ед-Даммам | Ет-Таїф                                                   |
| Стадіон імені принца Абдулли аль-Файсала Місткість: 24.000 | Джидда Ет-Таїф Ер-Ріяд Ед-Даммам | Стадіон Короля Фахда Місткість: 17.000                    |
| Ер-Ріяд                                                    | Джидда Ет-Таїф Ер-Ріяд Ед-Даммам | Ед-Даммам                                                 |
| Міжнародний стадіон імені Короля Фахда Місткість: 67.000   | Джидда Ет-Таїф Ер-Ріяд Ед-Даммам | Стадіон імені принца Мохамеда бін Фахда Місткість: 35.000 |
|                                                            | Джидда Ет-Таїф Ер-Ріяд Ед-Даммам |                                                           |

## Склади
Команди мали подати заявку з 18 гравців (двоє з яких — воротарі).

## Груповий етап
Переможці груп і команди, що зайняли другі місця, проходять в 1/4 фіналу.
| Умовні колірні позначення | Умовні колірні позначення             |
| ------------------------- | ------------------------------------- |
|                           | Команди, що проходять до чвертьфіналу |

### Група A
| Збірна            | О | І | В | Н | П | ГЗ | ГП | РГ | Кваліфікація         |
| ----------------- | - | - | - | - | - | -- | -- | -- | -------------------- |
| Португалія        | 4 | 3 | 2 | 0 | 1 | 2  | 3  | −1 | Вийшли в чвертьфінал |
| Нігерія           | 3 | 3 | 1 | 1 | 1 | 3  | 3  | 0  | Вийшли в чвертьфінал |
| Чехословаччина    | 3 | 3 | 1 | 1 | 1 | 2  | 2  | 0  |                      |
| Саудівська Аравія | 2 | 3 | 1 | 0 | 2 | 4  | 3  | +1 |                      |

| 16 лютого 1989 18:00 |

| Саудівська Аравія | 1–2      | Нігерія                 |
| ----------------- | -------- | ----------------------- |
| Аль-Сураїті 16’   | Протокол | Адепожу 52’ Огенген 87’ |

| Міжнародний стадіон імені Короля Фахда, Ер-Ріяд Глядачів: 70,000 Арбітр: Марсель Ван Лангенхов (Бельгія) |

| 17 лютого 1989 18:00 |

| Чехословаччина | 0–1      | Португалія |
| -------------- | -------- | ---------- |
|                | Протокол | Алвеш 88’  |

| Міжнародний стадіон імені Короля Фахда, Ер-Ріяд Глядачів: 7,000 Арбітр: Жозе Роберто Райт (Бразилія) |

| 19 лютого 1989 18:00 |

| Саудівська Аравія | 0–1      | Чехословаччина |
| ----------------- | -------- | -------------- |
|                   | Протокол | Латал 52’      |

| Міжнародний стадіон імені Короля Фахда, Ер-Ріяд Глядачів: 20,000 Арбітр: Алан Снодді (Північна Ірландія) |

| 20 лютого 1989 18:00 |

| Нігерія | 0–1      | Португалія     |
| ------- | -------- | -------------- |
|         | Протокол | Жуан Пінту 79’ |

| Міжнародний стадіон імені Короля Фахда, Ер-Ріяд Глядачів: 7,000 Арбітр: Егіль Нервік (Норвегія) |

| 22 лютого 1989 15:45 |

| Саудівська Аравія                             | 3–0      | Португалія |
| --------------------------------------------- | -------- | ---------- |
| Аль-Харбі 52’ Аль-Роваїхі 56’ Аль-Дебаїхі 83’ | Протокол |            |

| Міжнародний стадіон імені Короля Фахда, Ер-Ріяд Глядачів: 8,000 Арбітр: Жозе Роберто Райт (Бразилія) |

| 22 лютого 1989 18:00 |

| Нігерія   | 1–1      | Чехословаччина |
| --------- | -------- | -------------- |
| Нвосу 72’ | Протокол | Латал 14’      |

| Міжнародний стадіон імені Короля Фахда, Ер-Ріяд Глядачів: 8,000 Арбітр: Артуро Брісіо Картер (Мексика) |

### Група B
| Збірна     | О | І | В | Н | П | ГЗ | ГП | РГ | Кваліфікація         |
| ---------- | - | - | - | - | - | -- | -- | -- | -------------------- |
| СРСР       | 6 | 3 | 3 | 0 | 0 | 7  | 2  | +5 | Вийшли в чвертьфінал |
| Колумбія   | 2 | 3 | 1 | 0 | 2 | 3  | 4  | −1 | Вийшли в чвертьфінал |
| Сирія      | 2 | 3 | 1 | 0 | 2 | 4  | 6  | −2 |                      |
| Коста-Рика | 2 | 3 | 1 | 0 | 2 | 2  | 4  | −2 |                      |

| 17 лютого 1989 15:45 |

| Коста-Рика   | 1–0      | Колумбія |
| ------------ | -------- | -------- |
| Гонсалес 88’ | Протокол |          |

| Стадіон імені принца Мохамеда бін Фахда, Ед-Даммам Глядачів: 11,000 Арбітр: Аль-Насір (Саудівська Аравія) |

| 17 лютого 1989 18:00 |

| СРСР                        | 3–1      | Сирія     |
| --------------------------- | -------- | --------- |
| Тедеєв 29’ Саленко 49’, 83’ | Протокол | Сібаї 65’ |

| Стадіон імені принца Мохамеда бін Фахда, Ед-Даммам Глядачів: 11,000 Арбітр: Хуан Антоніо Бава (Аргентина) |

| 19 лютого 1989 18:00 |

| Коста-Рика | 0–1      | СРСР        |
| ---------- | -------- | ----------- |
|            | Протокол | Матвєєв 84’ |

| Стадіон імені принца Мохамеда бін Фахда, Ед-Даммам Глядачів: 5,000 Арбітр: Арон Шмідгубер (ФРН) |

| 20 лютого 1989 18:00 |

| Колумбія               | 2–0 | Сирія |
| ---------------------- | --- | ----- |
| Муньйос 42’ Осоріо 85’ |     |       |

| Стадіон імені принца Мохамеда бін Фахда, Ед-Даммам Глядачів: 9,545 Арбітр: Кеннет Воллес (Нова Зеландія) |

| 22 лютого 1989 15:45 |

| Коста-Рика | 1–3 | Сирія                  |
| ---------- | --- | ---------------------- |
| Бренес 80’ |     | Хелу 16’, 45’ Афаш 30’ |

| Стадіон імені принца Мохамеда бін Фахда, Ед-Даммам Глядачів: 6,000 Арбітр: Бадара Сене (Сенегал) |

| 22 лютого 1989 18:00 |

| Колумбія   | 1–3      | СРСР                           |
| ---------- | -------- | ------------------------------ |
| Муньйос 5’ | Протокол | Тимошенко 25’ Саленко 29’, 32’ |

| Стадіон імені принца Мохамеда бін Фахда, Ед-Даммам Глядачів: 9,770 Арбітр: Тулліо Ланезе (Італія) |

### Група C
| Збірна   | О | І | В | Н | П | ГЗ | ГП | РГ | Кваліфікація         |
| -------- | - | - | - | - | - | -- | -- | -- | -------------------- |
| Бразилія | 6 | 3 | 3 | 0 | 0 | 10 | 1  | +9 | Вийшли в чвертьфінал |
| США      | 3 | 3 | 1 | 1 | 1 | 4  | 4  | 0  | Вийшли в чвертьфінал |
| НДР      | 2 | 3 | 1 | 0 | 2 | 3  | 4  | −1 |                      |
| Малі     | 1 | 3 | 0 | 1 | 2 | 1  | 9  | −8 |                      |

| 17 лютого 1989 16:30 |

| Бразилія                      | 2–0      | НДР |
| ----------------------------- | -------- | --- |
| Марсело Енріке 35’ Франса 68’ | Протокол |     |

| Стадіон імені принца Абдулли аль-Файсала, Джидда Глядачів: 35,000 Арбітр: Ніл Міджлі (Англія) |

| 17 лютого 1989 18:45 |

| Малі      | 1–1      | США      |
| --------- | -------- | -------- |
| Нфалі 42’ | Протокол | Сноу 11’ |

| Стадіон імені принца Абдулли аль-Файсала, Джидда Глядачів: 35,000 Арбітр: Еліас Хакоме (Еквадор) |

| 19 лютого 1989 18:45 |

| Бразилія                                            | 5–0      | Малі |
| --------------------------------------------------- | -------- | ---- |
| Кассіо 50’ Бісмарк 53’, 83’ Сонні Андерсон 66’, 80’ | Протокол |      |

| Стадіон імені принца Абдулли аль-Файсала, Джидда Глядачів: 10,000 Арбітр: Ахмед Мохаммед Джассім (Бахрейн) |

| 20 лютого 1989 18:45 |

| НДР | 0–2      | США                      |
| --- | -------- | ------------------------ |
|     | Протокол | Даяк 47’ Сноу 87’ (пен.) |

| Стадіон імені принца Абдулли аль-Файсала, Джидда Глядачів: 10,000 Арбітр: Ідрісса Сарр (Мавританія) |

| 22 лютого 1989 16:30 |

| Бразилія                                          | 3–1      | США      |
| ------------------------------------------------- | -------- | -------- |
| Бісмарк 39’ Марсело Енріке 44’ Сонні Андерсон 55’ | Протокол | Даяк 10’ |

| Стадіон імені принца Абдулли аль-Файсала, Джидда Глядачів: 25,000 Арбітр: Губерт Форстінгер (Австрія) |

| 22 лютого 1989 18:45 |

| НДР                          | 3–0      | Малі |
| ---------------------------- | -------- | ---- |
| Праузе 28’ Фухс 46’ Яніг 55’ | Протокол |      |

| Стадіон імені принца Абдулли аль-Файсала, Джидда Глядачів: 25,000 Арбітр: José Carlos Ortiz (Колумбія) |

### Група D
| Збірна    | О | І | В | Н | П | ГЗ | ГП | РГ | Кваліфікація         |
| --------- | - | - | - | - | - | -- | -- | -- | -------------------- |
| Ірак      | 6 | 3 | 3 | 0 | 0 | 4  | 0  | +4 | Вийшли в чвертьфінал |
| Аргентина | 2 | 3 | 1 | 0 | 2 | 3  | 3  | 0  | Вийшли в чвертьфінал |
| Норвегія  | 2 | 3 | 1 | 0 | 2 | 4  | 5  | −1 |                      |
| Іспанія   | 2 | 3 | 1 | 0 | 2 | 4  | 7  | −3 |                      |

| 17 лютого 1989 16:30 |

| Норвегія | 0–1      | Ірак       |
| -------- | -------- | ---------- |
|          | Протокол | Саддам 66’ |

| Стадіон Короля Фахда, Ет-Таїф Глядачів: 14,000 Арбітр: Хосе Торрес Кадена (Колумбія) |

| 17 лютого 1989 18:45 |

| Аргентина   | 1–2      | Іспанія                         |
| ----------- | -------- | ------------------------------- |
| Сімеоне 12’ | Протокол | Мойсес 26’ Вільябона 58' (пен.) |

| Стадіон Короля Фахда, Ет-Таїф Глядачів: 14,000 Арбітр: Олексій Спірін (СРСР) |

| 19 лютого 1989 18:45 |

| Норвегія | 0–2      | Аргентина               |
| -------- | -------- | ----------------------- |
|          | Протокол | Б'ясотті 5’ Убальді 89’ |

| Стадіон Короля Фахда, Ет-Таїф Глядачів: 3,000 Арбітр: Артуро Анджелес (США) |

| 20 лютого 1989 18:45 |

| Ірак                  | 2–0      | Іспанія |
| --------------------- | -------- | ------- |
| Карім 41’ Хуссейн 51’ | Протокол |         |

| Стадіон Короля Фахда, Ет-Таїф Глядачів: 13,500 Арбітр: Чен Шенхай (Китай) |

| 22 лютого 1989 16:30 |

| Норвегія                                                 | 4–2      | Іспанія          |
| -------------------------------------------------------- | -------- | ---------------- |
| Дріллестад 43’ Йогансен 47’ Богінен 58’ Міллемстранд 90’ | Протокол | Пінілья 46’, 49’ |

| Стадіон Короля Фахда, Ет-Таїф Глядачів: 17,000 Арбітр: Неджі Жуїні (Туніс) |

| 22 лютого 1989 18:45 |

| Ірак                | 1–0      | Аргентина |
| ------------------- | -------- | --------- |
| Шенайшил 67’ (пен.) | Протокол |           |

| Стадіон Короля Фахда, Ет-Таїф Глядачів: 17,000 Арбітр: Йозеф Марко (Чехословаччина) |

## Плей-оф
|  | Чвертьфінали          | Чвертьфінали       |                     |       | Півфінали   | Півфінали   |  |  | Фінал               | Фінал |
|  |                       |                    |                     |       |             |             |  |  |                     |       |
|  | 25 лютого - Ер-Ріяд   |                    |                     |       |             |             |  |  |                     |       |
|  |                       |                    |                     |       |             |             |  |  |                     |       |
|  | Португалія            | 1                  |                     |       |             |             |  |  |                     |       |
|  | Португалія            | 1                  | 28 лютого — Ер-Ріяд |       |             |             |  |  |                     |       |
|  | Колумбія              | 0                  |                     |       |             |             |  |  |                     |       |
|  | Колумбія              | 0                  | Португалія          | 1     |             |             |  |  |                     |       |
|  | 25 лютого — Джидда    |                    | Португалія          | 1     |             |             |  |  |                     |       |
|  |                       | Бразилія           | 0                   |       |             |             |  |  |                     |       |
|  | Бразилія              | Бразилія           | 0                   | 1     |             |             |  |  |                     |       |
|  | Бразилія              |                    | 3 березня — Ер-Ріяд | 1     |             |             |  |  |                     |       |
|  | Аргентина             | 0                  |                     |       |             |             |  |  |                     |       |
|  | Аргентина             | 0                  | Португалія          | 2     |             |             |  |  |                     |       |
|  | 25 лютого — Ед-Даммам |                    | Португалія          | 2     |             |             |  |  |                     |       |
|  |                       | Нігерія            | 0                   |       |             |             |  |  |                     |       |
|  | СРСР                  | Нігерія            | 0                   | 4 (3) |             |             |  |  |                     |       |
|  | СРСР                  | 28 лютого — Джидда |                     | 4 (3) |             |             |  |  |                     |       |
|  | Нігерія (пен.)        | 4 (5)              |                     |       |             |             |  |  |                     |       |
|  | Нігерія (пен.)        | 4 (5)              | Нігерія (д.ч.)      | 2     | Третє місце | Третє місце |  |  |                     |       |
|  | 25 лютого — Ет-Таїф   |                    | Нігерія (д.ч.)      | 2     | Третє місце | Третє місце |  |  |                     |       |
|  |                       | США                | 1                   |       |             |             |  |  |                     |       |
|  | Ірак                  | США                | 1                   | 1     | Бразилія    | 2           |  |  |                     |       |
|  | Ірак                  |                    |                     | 1     | Бразилія    | 2           |  |  |                     |       |
|  | США                   | 2                  |                     | США   | 0           |             |  |  |                     |       |
|  | США                   | 2                  |                     |       | 0           |             |  |  |                     |       |
|  |                       |                    |                     |       |             |             |  |  | 3 березня — Ер-Ріяд |       |
|  |                       |                    |                     |       |             |             |  |  |                     |       |

### Чвертьфінали
| 25 лютого 1989 18:00 |

| Португалія      | 1–0      | Колумбія |
| --------------- | -------- | -------- |
| Жорже Коуту 40’ | Протокол |          |

| Міжнародний стадіон імені Короля Фахда, Ер-Ріяд Глядачів: 5,000 Арбітр: Неджі Жуїні (Туніс) |

| 25 лютого 1989 18:00 |

| СРСР                                     | 4–4      | Нігерія                                          |
| ---------------------------------------- | -------- | ------------------------------------------------ |
| Кир'яков 30’, 58’ Тедеєв 45’ Саленко 46’ | Протокол | Огенген 61’, 75’ Елайджа 83’ Угбаде 84’          |
|                                          | Пенальті |                                                  |
| Саленко · Беженар · Касимов · Бенько     | 3–5      | Огенген · Огаба · Оньємачара · Адепожу · Елайджа |

| Стадіон імені принца Мохамеда бін Фахда, Ед-Даммам Глядачів: 10,000 Арбітр: Губерт Форстінгер (Австрія) |

| 25 лютого 1989 18:45 |

| Бразилія           | 1–0      | Аргентина |
| ------------------ | -------- | --------- |
| Марсело Енріке 15’ | Протокол |           |

| Стадіон імені принца Абдулли аль-Файсала, Джидда Глядачів: 35,000 Арбітр: Тулліо Ланезе (Італія) |

| 25 лютого 1989 18:45 |

| Ірак      | 1–2      | США                     |
| --------- | -------- | ----------------------- |
| Карім 35’ | Протокол | Гендерсон 17’ Броуз 56’ |

| Стадіон Короля Фахда, Ет-Таїф Глядачів: 18,000 Арбітр: Арон Шмідгубер (Федеративна Республіка Німеччина (1949—1990)) |

### Півфінали
| 28 лютого 1989 18:00 |

| Португалія | 1–0      | Бразилія |
| ---------- | -------- | -------- |
| Амарал 68' | Протокол |          |

| Міжнародний стадіон імені Короля Фахда, Ер-Ріяд Глядачів: 15,000 Арбітр: Йозеф Марко (Чехословаччина) |

| 28 лютого 1989 18:45 |

| Нігерія          | 2–1 дч   | США             |
| ---------------- | -------- | --------------- |
| Адепожу 47', 93' | Протокол | Сноу 52' (пен.) |

| Стадіон імені принца Абдулли аль-Файсала, Джидда Глядачів: 40,000 Арбітр: Ніл Міджлі (Англія) |

### Матч за третє місце
| 3 березня 1989 15:45 |

| Бразилія                | 2–0      | США |
| ----------------------- | -------- | --- |
| Франса 65' Леонардо 69' | Протокол |     |

| Міжнародний стадіон імені Короля Фахда, Ер-Ріяд Глядачів: 65,000 Арбітр: Неджі Жуїні (Туніс) |

### Фінал
| 3 березня 1989 18:00 |

| Португалія                     | 2–0      | Нігерія |
| ------------------------------ | -------- | ------- |
| Абел Сілва 44' Жорже Коуту 76' | Протокол |         |

| Міжнародний стадіон імені Короля Фахда, Ер-Ріяд Глядачів: 65,000 Арбітр: Арон Шмідгубер (Німеччина) |

## Чемпіон
| Чемпіони світу U-20 1989 Португалія (1-ий титул) Фернанду Брассард • Абел Сілва • Паулу Алвеш • Паулу Соза • Маріу Моргаду • Жорже Коуту • Тоже • Еліу Соза • Шав'єр • Паулу Мадейра • Філіпе Рамос • Жозе Бізарру • Антоніу Резенде • Жуан Пінту • Педру Валіду • Фернанду Коуту • Антоніу Фолья • Жорже Амарал • Тренер: Карлуш Кейрош |

## Нагороди
По завершенні турніру були оголошені такі нагороди:
| Золотий бутс | Золотий м'яч | Нагорода Fair Play |
| ------------ | ------------ | ------------------ |
| Олег Саленко | Бісмарк      | США                |

## Бомбардири
Олег Саленко з Радянського Союзу здобув нагороду «Золотий бутс», забивши п'ять голів. Всього 81 гол забили 55 різних гравців, причому жоден з них не був автоголом.
5 голів
- Олег Саленко

3 голи
- Бісмарк
- Марсело Енріке
- Сонні Андерсон
- Крістофер Оген
- Мутью Адепожу
- Стів Сноу

2 голи
| - Рікардо Франса - Вілсон Муньйос - Радослав Латал - Валі Карім | - Жорже Коуту - Бахва Тедеєв - Сергій Кир'яков | - Антоніо Пінілья - Абдул Латіф Хелу - Трой Даяк |

1 гол
| - Дієго Сімеоне - Умберто Б'ясотті - Мартін Фелікс Убальді - Кассіо - Леонардо Араужо - Дієго Осоріо - Даніло Бренес - Рональд Гонсалес - Генрі Фухс - Стефан Праузе - Уве Яніг - Лаїт Хуссейн - Наїм Саддам | - Радхі Шенайшил - Крістофер Нвосу - Ндука Угбаде - Семюел Елайджа - Бйорн Йогансен - Ларс Богінен - Ойстейн Дріллестад - Ойвінд Міллемстранд - Канте Нфалі - Абел Сілва - Жуан Вієйра Пінту - Жорже Амарал - Паулу Алвеш | - Хамад Аль-Дебаїхі - Халед Аль-Харбі - Халід Аль-Роваїхі - Саадун Аль-Сураїті - Андрій Тимошенко - Олег Матвєєв - Давід Вільябона - Мойсес Гарсія Леон - Мохаммад Афаш - Яссер Сібаї - Кріс Гендерсон - Даріо Броуз |

## Підсумкова таблиця
| М                              | Збірна            | І | В | Н | П | ГЗ | ГП | РГ  | О  |
| ------------------------------ | ----------------- | - | - | - | - | -- | -- | --- | -- |
| 1                              | Португалія        | 6 | 5 | 0 | 1 | 6  | 3  | +3  | 10 |
| 2                              | Нігерія           | 6 | 2 | 2 | 2 | 9  | 10 | –1  | 6  |
| 3                              | Бразилія          | 6 | 5 | 0 | 1 | 13 | 2  | +11 | 10 |
| 4                              | США               | 6 | 2 | 1 | 3 | 7  | 9  | –2  | 5  |
| Вибули в чвертьфіналі          |                   |   |   |   |   |    |    |     |    |
| 5                              | СРСР              | 4 | 3 | 1 | 0 | 11 | 6  | +5  | 7  |
| 6                              | Ірак              | 4 | 3 | 0 | 1 | 5  | 2  | +3  | 6  |
| 7                              | Аргентина         | 4 | 1 | 0 | 3 | 3  | 4  | –1  | 4  |
| 8                              | Колумбія          | 4 | 1 | 0 | 3 | 3  | 5  | –2  | 4  |
| Вибули після групового турніру |                   |   |   |   |   |    |    |     |    |
| 9                              | Чехословаччина    | 3 | 1 | 1 | 1 | 2  | 2  | 0   | 3  |
| 10                             | Саудівська Аравія | 3 | 1 | 0 | 2 | 4  | 3  | +1  | 2  |
| 11                             | Норвегія          | 3 | 1 | 0 | 2 | 4  | 5  | –1  | 2  |
| 12                             | НДР               | 3 | 1 | 0 | 2 | 3  | 4  | –1  | 2  |
| 13                             | Сирія             | 3 | 1 | 0 | 2 | 4  | 6  | –2  | 2  |
| 14                             | Коста-Рика        | 3 | 1 | 0 | 2 | 2  | 4  | –2  | 2  |
| 15                             | Іспанія           | 3 | 1 | 0 | 2 | 4  | 7  | –3  | 2  |
| 16                             | Малі              | 3 | 0 | 1 | 2 | 1  | 9  | –8  | 1  |